# Toluviejo
Toluviejo là một khu tự quản thuộc tỉnh Sucre, Colombia. Thủ phủ của khu tự quản Toluviejo đóng tại Toluviejo Khu tự quản Toluviejo có diện tích 277 ki lô mét vuông. Đến thời điểm ngày 28 tháng 5 năm 2005, khu tự quản Toluviejo có dân số 18610 người.